# Samuel Meffire
Samuel Njankouo „Sam“ Meffire (* 11. Juli 1970 in Zwenkau) ist ein ehemaliger deutscher Polizeibeamter, der im Rahmen einer Kampagne gegen Ausländerfeindlichkeit bekannt wurde. Meffire gilt als erster afrodeutscher Polizist Ostdeutschlands. Heute ist er als Schriftsteller und Trainer für Gefahrenlagen tätig.

## Leben
Samuel Meffire ist Sohn eines kamerunischen Vaters und einer deutschen Mutter. Sein Vater starb am Tag seiner Geburt unter nicht abschließend geklärten Umständen. Nach Sportschule, mittlerer Reife und dem Abschluss seiner Lehre schlug Meffire sich 1989 mit diversen Jobs durch. Er arbeitete als Nachtwächter, in einer Müllsortierungsanlage, als Betreuer von Behinderten in anthroposophischen Camphill-Gemeinschaften und für ein Sozialprojekt mit rechten Jugendlichen. Zwischenzeitlich leistete Meffire seinen Wehrdienst bei den in Auflösung befindlichen Volkspolizei-Bereitschaften, er trat den Dienst bei der 8. VPK in Dresden an und nahm an einem mehrwöchigen Antiterrorlehrgang bei der 9. VPK in Potsdam-Eiche teil. Meffire begann ein Studium der Kriminalistik, um anschließend als Kripo-Beamter im Polizeilichen Staatsschutz und dem Kriminaldauerdienst zu arbeiten. 
Meffire gilt als erster afrodeutscher Polizist Ostdeutschlands. Bundesweite Aufmerksamkeit erlangte Meffire 1992, als er einer von der Agentur Scholz & Friends im Auftrag der Sächsischen Zeitung entworfenen Kampagne gegen Ausländerfeindlichkeit als Fotomodell zur Verfügung stand. Infolge dieser Kampagne trat er in zahlreichen Fernsehsendungen auf. Auch mit dem damaligen Innenminister von Sachsen Heinz Eggert nahm er in diesem Zusammenhang an öffentlichen Terminen teil.
Ende 1994 trat er aus der Polizei Sachsen aus, wurde straffällig und 1996 am Landgericht Dresden wegen Raubes, schwerer Körperverletzung und Nötigung zu neun Jahren und neun Monaten Freiheitsstrafe verurteilt, von denen er knapp sieben verbüßte. Er hatte gestanden, zusammen mit Komplizen ein Rentnerehepaar, ein Bordell, eine Bar und eine Poststelle überfallen und dabei mehrere zehntausend Mark erbeutet zu haben. Im Rahmen von Vollzugslockerungen durfte er die Haftanstalt stundenweise verlassen, er nahm ein Jahr lang an einer Fortbildung zum Mediengestalter teil.
Nach seiner Haftentlassung war Meffire für über zehn Jahre für verschiedene erlebnispädagogische Maßnahmen tätig, er arbeitete in diesen mit straffälligen bzw. schwerstauffälligen Jugendlichen. Ab 2015 arbeitete Meffire auch mit Kindern und Jugendlichen in der Flüchtlingshilfe. Außerdem ist Meffire als Schriftsteller tätig. Er veröffentlichte die vierteilige Krimireihe Unsere Feinde, ein Endzeitkrimi, der in Deutschland spielt, sowie den Politkrimi Kunduz mit Co-Autor Marc Lindemann. Seit 2015 ist Meffire als Trainer für Gefahrenlagen tätig, unter anderem für Teams in der Flüchtlingshilfe, für Rettungssanitäter und Mitarbeiter von Universitäten.
Meffire lebt in Bonn. Er hat zwei Töchter.

## Rezeption
Der Dokumentarfilm Dreckfresser (2000) der walisisch-nigerianischen Regisseurin Branwen Okpako schildert Meffires Werdegang. 2006 erschien der von Arte Deutschland produzierte Film Black Deutschland, in dem Meffire neben anderen afrodeutschen Protagonisten zu Wort kommt. Am 26. April 2023 startete bei Disney+ die 7 Folgen umfassende Serie Sam – Ein Sachse, die auf Meffires Lebensgeschichte basiert. Der Titel spielt auf den Slogan der Plakatkampagne von 1992 an.

## Autobiografie
- mit Lothar Kittstein: Ich, ein Sachse: Mein deutsch-deutsches Leben. Eine unglaubliche, aber wahre Geschichte. Ullstein 2023, ISBN 978-3-8437-2818-8